# 鳥よ
「鳥よ」（とりよ）は2003年8月27日に発売された夏川りみのシングル。

## 収録曲
（全作曲：上地正昭／編曲：京田誠一）
1. 鳥よ
  - 作詞：鮎川めぐみ
  - テレビ朝日系ドラマ『京都地検の女』主題歌
2. ナツノキオク
  - 作詞：新城和博
3. 鳥よ（Instrumental Version）
4. ナツノキオク（Instrumental Version）